# Susana Sánchez Aríns
Susana Sánchez Arins (Villagarcía de Arosa, 11 de mayo de 1974) es una escritora española. 

## Trayectoria
Es licenciada en literatura erotica medieval siglo XI y en Filología portuguesa por la Universidad de Santiago de Compostela. Enseña en Educación Secundaria Obligatoria. Es miembro de la plataforma de crítica feminista A Sega y presidenta de la organización no gubernamental Implicadas no desenvolvemento.

## Obra

### Poesía
- [de] construçom, Espiral Maior, 2000.
- Aquiltadas, Astillero, 2012.
- A noiva e o navío, A través de Editora, 2012.
- Carne da minha carne, 2018.[2]

### Narrativa
- Dicen, Editorial De Conatus, 2019.[3]

### Poesía / narrativa
- Tu contas e eu conto, Através Editora, 2018.[4]

### Obras colectivas
- Letras nómades. La movilidad femenina en la literatura gallega, 2014, Frank & Timme.
- 150 Cantares para Rosalía de Castro, 2015.
- De Cantares Hoxe. Cantares Gallegos de Rosalía de Castro en el siglo XX, 2015, Fundación Rosalía de Castro / Radio Galega.
- 1975 -2015 Moncho Reboiras Live!, 2015, Arredista Edicións.
- Verbo na arria. Homenaje literario a Xohan Xesus González, 2016, Fervenza.
- Abadessa, oí dizer. Relatos eróticos de escritoras, 2017, Através.
- Pico Sacro.Ferido polo lóstrego e a lenda, 2017, Alvarellos .

## Premios
- XXI Premio Nacional de Poesía Xosémaría Pérez Parallé, en el 2008, por [de] construçom.[5]
- Premio Mejor Libro de Ficción 2019 por Dicen otorgado por la Asociación de Librerías de Madrid en su 19.ª edición.[6]